# César Martingil
César Alexandre Feiteira Martingil (nascido em 10 de janeiro de 1995 em Salvaterra de Magos) é um ciclista português, membro da equipa Sporting-Tavira. Participa em competições na estrada e na pista.

## Biografia
Findo julho de 2019, é preselecionado para representar o seu país no Campeonato Europeu de Ciclismo em Estrada.

## Palmarés em estrada

### Por ano
- 2011
  -  Campeão de Portugal em estrada cadetes
- 2013
  -  Campeão de Portugal em estrada juniores
- 2015
  -     - 1.ª etapa da Volta à Província de Valência
- 2016
  - Circuito da Moita
- 2017
  -     - 2. ª etapa da Volta a Galiza
- 2018
  - Circuito de Bombarral
- 2019
  - Clássica da Primavera

### Classificações mundiais
| Ano             | 2015   | 2016  | 2017 | 2018  |
| UCI Europe Tour | 648.º. | 1 867 |      | 1 544 |

## Palmarés em pista

### Campeonato de Portugal
- 2010
  -  Campeão de Portugal de velocidade cadetes
- 2011
  -  Campeão de Portugal de velocidade cadetes
- 2012
  -  Campeão de Portugal do quilómetro juniores
- 2013
  -  Campeão de Portugal de velocidade juniores
  -  Campeão de Portugal de perseguição por equipas juniores (com Paulo Pereira, Rafael Apolinário e Pedro Costa)